# Matus Rehak
Matus Rehak, także Matúš Rehák (ur. 17 stycznia 1980 w Koszycach) – okulista, profesor kliniki okulistycznej Uniwersytetu w Lipsku.

## Życiorys
Studia medyczne odbył w latach 1998–2004 na Uniwersytecie Karola w Pradze oraz Uniwersytecie Humboldtów w Berlinie. W 2005 został zatrudniony jako lekarz-asystent w klinice okulistyki Uniwersytetu Palackiego w czeskim Ołomuńcu. Doktorat uzyskał w 2008 na macierzystym Uniwersytecie Karola w Pradze. W latach 2006–2013 pracował w uniwersyteckiej klinice okulistycznej w Lipsku. W 2010 zdał egzaminy European Board of Ophthalmology i uzyskał prawo do posługiwania się tytułem FEBO oznaczającym Fellow of European Board of Ophthalmology.
Habilitował się w 2012 roku na Uniwersytecie w Lipsku (uzyskał jednocześnie veniam legendi, czyli prawo do prowadzenia wykładów). W okresie 2014–2016 pracował w berlińskiej klinice okulistycznej szpitala Charité (na stanowisku geschäftsführender Oberarzt). W 2016 został powołany na stanowisko młodszego profesora okulistyki (niem. Juniorprofessur für Spezielle Augenheilkunde) w klinice okulistycznej Uniwersytetu w Lipsku.
W pracy klinicznej zajmuje się głównie: onkologią okulistyczną, leczeniem zachowawczym i operacyjnym schorzeń siatkówki oraz chirurgią minimalnie inwazyjną przedniego i tylnego odcinka oka. W pracy badawczej specjalizuje się w: leczeniu powikłań czerniaka błony naczyniowej gałki ocznej, retinopatii cukrzycowej, niedrożności żył siatkówki oraz w badaniach podstawowych w zakresie niedokrwienia siatkówki.
Autor i współautor artykułów publikowanych w wiodących recenzowanych czasopismach okulistycznych, m.in. w „American Journal of Ophthalmology”, „Klinische Monatsblätter für Augenheilkunde”, „Der Ophthalmologe”, „Graefe's Archive for Clinical and Experimental Ophthalmology”, „Current Eye Research”, „Česká a slovenská oftalmologie” oraz „Acta Ophthalmologica”.
Jest członkiem szeregu niemieckich oraz międzynarodowych towarzystw okulistycznych: Niemieckiego Towarzystwa Okulistycznego (niem. Deutsche Ophthalmologische Gesellschaft), Czeskiego Towarzystwa Okulistycznego (czes. Česká oftalmologická společnost), European Association for Vision and Eye Research (EVER), Bundesverband der deutschen Ophthalmochirurgen (BDOC), European Society of Ophthalmology oraz Association for Research in Vision and Ophtalmology (ARVO).

## Nagrody i wyróżnienia
Otrzymał m.in. nagrodę badawczą Saksońskiego Towarzystwa Okulistów (2007), nagrodę sekcji siatkówkowej European Society for Vision and Eye Research (2009) oraz nagrodę za publikację Czeskiego Towarzystwa Okulistycznego (2008). W 2017 znalazł się w zestawieniu The Power List serwisu TheOphthalmologist.com wśród 50 wschodzących gwiazd światowej okulistyki.